# Solodke, Mîhailivka
Solodke (în ucraineană Солодке) este un sat în comuna Mareanivka din raionul Mîhailivka, regiunea Zaporijjea, Ucraina.

## Demografie
Componența lingvistică a localității Solodke
     Ucraineană (69,06%)
     Rusă (30,22%)
     Alte limbi (0,72%)
Conform recensământului din 2001, majoritatea populației localității Solodke era vorbitoare de ucraineană (69,06%), existând în minoritate și vorbitori de rusă (30,22%).